# صمت ثقافي
الصمت الثقافي (kulturni molk) كان عبارة عن المقاطعة التي أثيرت مطالبات بإجرائها في يناير عام 1942 من خلال جبهة التحرير السلوفينية (OF), لكل الأنشطة والأحداث الثقافية المرتبطة بـ احتلال سلوفينيا، لأن سلطات الاحتلال حددت أو منعت الأنشطة الثقافية في سلوفينيا. وقد تم الإعلان عنه بشكل رمزي في حفل عُقد في قاعة الاتحاد في ليوبليانا بالأغنية الشهيرة Linden Tree Became Green (Lipa zelenela je). وبعد استسلام إيطاليا في عام 1943، أدى ذلك إلى التوقف التام لكل الأنشطة الثقافية خارج نطاق جبهة التحرير السلوفينية.
وفي الثالث والعشرين من يناير عام 1943، تم خرق هذا الصمت على يد أكاديمية العلوم والآداب. وفي عام 1944، قام 110 من المؤلفين المعادين للشيوعية بنشر تقويم المساعدة في الشتاء (Zimska pomoč) اعتراضًا على السياسية. وقد أدى الصمت الثقافي إلى تأجيل إصدار الفيلم الوثائقي أو، فربا (O, Vrba) في عام 1941 حتى أغسطس عام 1945.